# 猶太學堂
犹太儿童宗教学校，是一种教授犹太教基础与希伯来语的传统初等学校。

## 历史
在18世纪末以前，欧洲广泛分布着大量的犹太儿童宗教学校。学校的课程在教师的家中进行，会由犹太社区或一群父母来向教师支付学费。通常来说，只有男孩会去上课，而女孩们则会留在家中，由她们的母亲授课。不同年龄的男孩都会在一起上课。
在大约5岁时，男孩会被送到犹太儿童宗教学校。在学习了希伯来字母与掌握了希伯来文（中世纪时起，欧洲北部的犹太人所说的通用语言为意第绪语）的阅读后，他们开始从《利未记》与《塔木德》（密西拿、革马拉及其他的一些注释篇）起学习《摩西五经》。互相之间大声朗读以及用心学习是主要的学习技巧。在大约13或14岁时，一名男孩的成人典礼标志着他在犹太儿童宗教学校的受教育时期结束。
那些想成为拉比或是犹太抄写员（Sofer）的人必须在犹太学校（叶史瓦、塔木德大学）继续学习。欧洲著名的犹太学校位于沃尔姆斯，菲尔特和布拉格，这些学校被认为是可以跻身于最好的犹太学校之列。中世纪时，许多犹太人为躲避当时东征十字军的屠杀而逃到东欧，欧洲犹太教的知识中心也随之迁移到那里，并延续了数个世纪。
到了18世纪晚期，犹太儿童宗教学校體制成了犹太正教徒及更加自由的犹太启蒙运动成员的批评对象。
犹太正统派批评家辩解说授课教师并非完全够资格。在那段时期，犹太儿童宗教学校的教师收入很差。至少那些住在小村庄的人经常以屠夫，歌手甚至或者是挖墓人为业以维持生计所以对那些人来说当教师常常只不过是一种业余爱好罢了。因为超前学童必须缴纳更多的学费，犹太儿童宗教学校的教师常常会让学童过早进入下一阶段的学习。
犹太启蒙运动批评家们——他们致力于启蒙理想——总体上批评这个系统，声称它导致了语言和空间上的孤立，从而阻碍了犹太人的融合与解放。他们建议增加一些当地国家的语言课程，和一种更现实、更职业的教育。18世纪末，这些观点被德国犹太人付诸实践，他们建立了革新学校或“自由学校”（Freischulen）。这些实践和义务教育的引进最终导致了犹太儿童宗教系统的瓦解，至少在德语国家是如此——尽管在东欧犹太儿童宗教学校一直存续到第二次世界大战的犹太人大屠杀。

## 現況
在西方國家，猶太兒童有時會在課外時間去參加這類宗教學校，但一些猶太教正統派教徒經營這類宗教學校作為全日制學校。在以色列，這類宗教學校都是全日制學校。